# دنبال کردن و از بین بردن
«دنبال کردن و از بین بردن» (به انگلیسی: Seek & Destroy) یکی از ترانه‌های متالیکا است. این ترانه ۹اُمین قطعه از اولین آلبوم استودیویی آن‌ها با نام همه‌شان را بکُش است. «دنبال کردن و از بین بردن» در اصل یکی از ۷ قطعهٔ دومین دموی متالیکا با نام No Life 'Till Leather بود که در سال ۱۹۸۲ ضبط شد. متن ترانه در مورد افرادی‌ست که در پی آغاز کردن یک مبارزهٔ بدون دلیل و نابود کردن عده‌ای دیگر هستند و از لحاظ مضمون می‌توان آن را نقطهٔ مقابل ترانهٔ «Wasting My Hate» از آلبوم بارزدن (۱۹۹۶) به‌شمار آورد.
به گفتهٔ جیمز هتفیلد «دنبال کردن و از بین بردن» اولین قطعهٔ گروه بوده‌است که اعضای متالیکا در زمان ضبط آن، کار در یک استودیوی واقعی را تجربه کردند. کرک همت سال‌ها بعد و در مصاحبه‌ای با مجلهٔ دنیای گیتار اذعان داشت که بعضی بندینگهای بخش سولوی ترانه، خارج از نت بوده‌اند. او گفته بود که پس از ۲ یا ۳ بار که سولو را اجرا و ضبط کردند، مدیر ضبط گفته بود که همان‌ها خوب هستند و از همان‌ها استفاده می‌کند.